# 古丽恰克热·霍迦
古丽恰克热·霍迦（Gulchehra Hoja，1974年—），美籍维吾尔族记者，自2001年起为自由亚洲电台维吾尔语组工作。

## 生平
古丽恰克热·霍迦在新疆首府乌鲁木齐出生和长大，毕业于新疆师范大学维吾尔语言文学专业。大学毕业后，她在国营的新疆电视台担任儿童节目主持人和制片人。2001年夏天，古丽恰克热·霍迦在奥地利度假时，收听到了自由亚洲电台的广播，对此印象深刻，于是她拨通了自由亚洲电台维吾尔组主任的电话，表示希望能为他们工作。因为她的电视节目，主任对她早有耳闻。主任问她是否已准备好放弃一切，因为她也许无法回到家中，她会面临骚扰，她给出了肯定的答复。此后不久，霍迦定居美国，并于同年10月成为自由亚洲电台的专职记者，后来成为美国公民。随后她以前作为记者的所有工作均被中国当局收集，禁止使用，她本人被禁止入境中国。2017年以来，霍迦对新疆再教育营进行了大量报道。 2018年7月26日，美国行政当局与国会中国委员会举行听证会，调查中国警方在新疆施行的监控、镇压和监禁等政策，霍迦作为证人出席，叙述了她的家人被关在再教育营的经历。 2019年3月27日，作为有亲属被中国政府拘押在再教育营的维吾尔族代表，受到美国国务卿迈克尔·蓬佩奥的会见。

## 家庭
她与丈夫及三个孩子定居于美国弗吉尼亚州伍德布里奇（Woodbridge）。 她的父亲是新疆博物馆考古研究部主任。

## 奖项
2019年11月，霍迦获得了马格尼茨基人权奖，以表彰她报道了中国新疆地区持续的人道主义和人权危机。